# Somerleyton
Somerleyton – wieś w Anglii, w hrabstwie Suffolk, w dystrykcie East Suffolk. Leży 60 km na północny wschód od miasta Ipswich i 165 km na północny wschód od Londynu. W 1961 roku civil parish liczyła 377 mieszkańców. Somerleyton jest wspomniana w Domesday Book (1086) jako Sumerlede(s)tuna.